# پیتر کونیگواچی
پیتر کونیگواچی (انگلیسی: Peter Konyegwachie؛ زادهٔ ۲۶ نوامبر ۱۹۶۵) بوکسور اهل نیجریه است.